# Utilitário
Utilitários são programas utilizados para suprir deficiências dos sistemas operacionais. Pode-se incluir nos utilitários programas para: compactação de dados, aumento de desempenho de máquinas, overclock, limpeza de discos rígidos, acesso à internet, partilha de conexões, etc.
O programa utilitário contrasta com o programa de aplicação, que permite aos usuários realizar tarefas como: criação de documentos de texto, jogar, ouvir música, ou navegar na web. Ao invés de prover esse tipo de funcionalidade voltada para o usuário, o programa utilitário normalmente está relacionado ao modo de funcionamento de uma infraestrutura computacional (incluindo hardware, sistema operacional, armazenamento de dados e programa de aplicação). Devido a esse foco, os utilitários geralmente são mais técnicos do que os programas aplicativos, e por isso costumam ser usados por pessoas com níveis mais avançados de conhecimento sobre computação.
A maior parte dos sistemas operacionais já incluem muitos utilitários pré-instalados.

## Utilitários em Mainframes
Utilitário também é a designação atribuída a programas que suprem algumas funcionalidades básicas das aplicações em instalações Mainframe. Alguns deles são utilizados para o estudo de JCL (Job Control Language).
Podemos incluir nos utilitários programas para: classificar arquivos - SORT, alocar e/ou remover arquivo IEFBR14, acessar arquivos sequenciais ICEGENER, etc.

## Categorias de Utilitários
- Armazenamento em disco
- Backup
- Gerenciamento de arquivos
- Listagem de recursos de hardware/software
- Antivírus
- Compressão de dados
- Criptografia